# Place Pigalle
De Place Pigalle is een plein in het 9e arrondissement van Parijs, tussen de boulevard de Clichy en de boulevard de Rochechouart, dicht bij de Sacré-Cœur, aan de voet van de heuvel Montmartre. Het plein is genoemd naar de beeldhouwer Jean-Baptiste Pigalle (1714-1785) en is het bekendste deel van het Quartier Pigalle. De omgeving is vooral bekend door de vele erotische clubs, waaronder de Moulin Rouge. Bij het plein ligt het metrostation Pigalle.
Place de la Bastille ·
Place de la Bataille-de-Stalingrad ·
Place Charles de Gaulle ·
Place du Châtelet ·
Place de Clichy ·
Place de la Concorde ·
Place Dauphine ·
Place Diana ·
Place du Dix-Huit Juin 1940 ·
Place de l'Europe - Simone Veil ·
Place de l'Hôtel-de-Ville - Esplanade de la Libération ·
Place d'Italie ·
Square Jean XXIII ·
Place de la Nation ·
Place de l'Opéra ·
Place du Palais-Royal ·
Place du Panthéon ·
Place du Parvis-Notre-Dame ·
Place Pigalle ·
Place de la République ·
Place Saint-Michel ·
Place de la Sorbonne ·
Place du Tertre ·
Place du Trocadéro ·
Place Vauban ·
Place Vendôme ·
Place des Victoires ·
Place des Vosges
- Virtual International Authority File: 315170672